# 독발리록고
독발리록고(禿髮利鹿孤, ? ~ 402년, 재위：399년 ~ 402년)는 중국 오호 십육국 시대 남량(南凉)의 제2대 군주이다. 시호는 강왕(康王)이다.

## 생애
독발리록고는 선비족 독발부 출신으로 아버지는 독발사복건(禿髮思復鞬)이며 독발오고(禿髮烏孤)의 동생이다. 독발리록고는 독발오고가 남량을 건국한 뒤에 표기대장군·서평공(驃騎大將軍·西平公)에 임명되어 장군으로 활약하였다. 399년에 독발오고가 낙마 사고로 세상을 떠나자 뒤를 이어 즉위하고 서평(西平)으로 천도하였다.
독발리록고는 후량과 대립하여 여러 차례 교전하였다. 한편 서진(西秦)이 멸망하고 서진왕 걸복건귀 일족이 도망쳐오자 이들을 받아들이기도 했다. 걸복건귀는 독발리록고를 배반하고 모반을 일으키려다 발각되어 후진(後秦)으로 도망쳤고 걸복건귀의 아들 걸복치반은 남량에 인질로 남았다. 독발리록고는 401년에 황제를 칭하려 하였으나 부하들의 설득으로 그만두었으며 하서왕(河西王)을 자칭하였다.
401년 가을, 후진이 후량을 공격하였는데, 독발리록고는 후진의 군대를 피해 광무(廣武)에서 철수하였으며 후진에 사신을 보내 복속을 표명하였다. 독발리록고의 휘하에 있던 강기(姜紀), 양환(楊桓) 등은 독발리록고를 떠나 후진에 투항하기도 하였다. 후량이 후진에 항복하고 후진군이 철수하자 북량(北凉)의 저거몽손은 남량에 복속하려다가 그만두었다. 이에 독발리록고는 북량을 공격하여 크게 승리하였으며 저거몽손의 동생 저거나(沮渠拏)를 인질로 받아 북량을 복속시켰다. 또한 독발녹단을 보내 후량을 공격하는 등 북량 및 후량과 지속적으로 대립하였다.
402년 3월, 독발리록고는 병에 걸려 동생인 독발녹단에게 후사를 맡기고 사망하였다.

## 참고 문헌
- 《자치통감(資治通鑑)》
- 《진서(晉書)》

| 전임 독발오고(禿髮烏孤) | 제2대 왕 399년 ~ 402년 | 후임 독발녹단(禿髮傉檀) |